# State of Independence
State of Independence – utwór muzyczny greckiego muzyka Vangelisa z 1981 roku, spopularyzowany przez amerykańską piosenkarkę Donnę Summer w 1982 roku.
Utwór w całości napisał Vangelis i razem z Jonem Andersonem nagrał go jako duet Jon and Vangelis. Jest on utrzymany w stylu pop z odniesieniami do reggae i calypso. Piosenka znalazła się na ich wspólnym albumie The Friends of Mr Cairo z 1981 roku i wtedy też została wydana jako singel. Początkowo nie była sukcesem komercyjnym i weszła na brytyjską listę sprzedaży dopiero po trzech latach, na miejsce 67. W 1982 roku Donna Summer wydała cover „State of Independence” na swojej płycie Donna Summer i jesienią wydała jako singel. Jej wersja spotkała się ze sporym sukcesem na listach przebojów, szczególnie w Holandii. W Wielkiej Brytanii singel oryginalnie dotarł do 14. miejsca, a kiedy w 1996 roku został zremiksowany, zdobył tam miejsce 13.

## Lista ścieżek
- Singel 7"

A. „State of Independence” – 4:20
B. „Love Is Just a Breath Away” – 3:55
- Singel 12"

A. „State of Independence” (Long Version) – 5:50
B1. „State of Independence” (Special Edit) – 4:20
B2. „Love Is Just a Breath Away” – 3:55

## Notowania
| Kraj                              | Pozycja |
| --------------------------------- | ------- |
| Australia                         | 10      |
| Belgia (Ultratop Flandria)        | 4       |
| Holandia (MegaCharts)             | 3       |
| Irlandia                          | 10      |
| Stany Zjednoczone (Billboard 200) | 41      |
| Wielka Brytania (UK Albums Chart) | 13      |